# Hemicycla modesta
Hemicycla modesta is een slakkensoort uit de familie van de Helicidae. De wetenschappelijke naam van de soort is voor het eerst geldig gepubliceerd in 1822 door A. Ferussac.